# The WhoRidas
Whoridas ist eine Hip-Hop-Gruppe aus Oakland, Kalifornien. Sie besteht aus den Rappern Chop Saan und Mr. Taylor.

## Gründung
1994 veröffentlichte Saafir, welcher wie Shock G und Tupac Shakur Mitglied von Digital Underground war, das Album Boxcar Sessions. Chop, welcher zu diesem Zeitpunkt bereits häufig im privaten Rahmen freestylte, wurde von dem Rapper Saafir aufgefordert seine Texte schriftlich festzuhalten und einen Gastbeitrag für das Album Boxcar Sessions aufzunehmen. Die Zusammenarbeit war der Grundstein der Karriere von Chop. Dieser bildete im Folgenden mit dem Rapper Mr. Taylor die Formation Whoridas und wurde Teil der Hobo Junction, der Crew um Saafir. Hobo Junction repräsentierte Mitte der 1990er Jahre den Westen von Oakland und veranstaltete Hip-Hop-Battles gegen Rapper aus dem Osten Oaklands.

## Erste Veröffentlichungen
1996 veröffentlichten die Whoridas ihre Debütsingle Shot Callin’ & Big Ballin’ über das Label Southpaw Records. Die von Saafir produzierte Single verkauften sie teilweise im privaten Rahmen aus dem Kofferraum heraus. Nachdem die Gruppe 15.000 Kopien ihrer Debütsingle verkaufen konnte, unterschrieb sie einen Künstlervertrag bei dem Label Delicious Vinyl, welches bereits durch den Tonträger Funky Cold Medina von Tone Loc Bekanntheit erreicht hatte. 1997 erschien das erste Album der Whoridas. Der unter dem Titel Whoridin’ erschienene Tonträger wurde von fünf Vertrieben veröffentlicht. Trotz der Beteiligung namhafter Produzenten wie Daz Dillinger, Shock G und Saafir konnte das Debütalbum den erwarteten kommerziellen Erfolg nicht erreichen.

## 1999 bis Heute
Das zweite Album der Whoridas erschien über das Label TVT Records, welches einige Jahre später mit den Hip-Hop-Künstlern Lil Jon und den Ying Yang Twins Erfolge feiern konnte. Ein von der Gruppe angestrebter Vertrag mit TVT Records konnte nicht realisiert werden, da die Whoridas vertraglich noch dem Label Southpaw Records, welches wiederum zu Delicious Vinyl gehört, unterstanden. Das zweite Album erschien unter dem Titel High Times und beinhaltete Features von unter anderem Method Man, Xzibit und Yukmouth. Der aus fünfzehn Liedern bestehende Tonträger ist stilistisch basslastiger und in der Vortragsweise „prolliger“ als das Vorgängeralbum. High Times konzipierten die Whoridas größtenteils alleine und ließen sich in der Arbeit an dem Album nicht reinreden.
2002 veröffentlichten die beiden Rapper ihr drittes Album Corner Stone. Dieses erschien nicht unter der Mithilfe eines größeren Labels, sondern independent. Corner Stone wurde außerdem mit einer verhältnismäßig geringen Auflage veröffentlicht.
Chop besitzt heute ein eigenes Label. Dieses heißt Stay Heated und kooperiert mit dem Label Delicious Vinyl. Chop arbeitet aktuell an seinem Soloalbum Mercenary Murc.

## Diskografie

### Alben
- 1997: Whoridin'
- 1999: High Times
- 2002: Corner Stone

### Singles/EPs
- 1996: Shot Callin' & Big Ballin'
- 1997: Keep it goin' / Till the wheel fall off
- 1997: Talkin' 'bout Bank
- 1998: Never Heard
- 1998: Str8 Savage / Get Lifted
- 1999: Dock of the Bay

## Quelle
1. 1 2 3  „All Time Classic“ in der Juni-Ausgabe der Juice (2007)